# خشخاش (جنس)
الخَشْخَاش (باللاتينية: Papaver) جنس نباتي ينتمي إلى الفصيلة الخشخاشية ويضم ما بين 70-100 نوع من النباتات، منها ما هو حولي أو ذو حولين أو معمر.

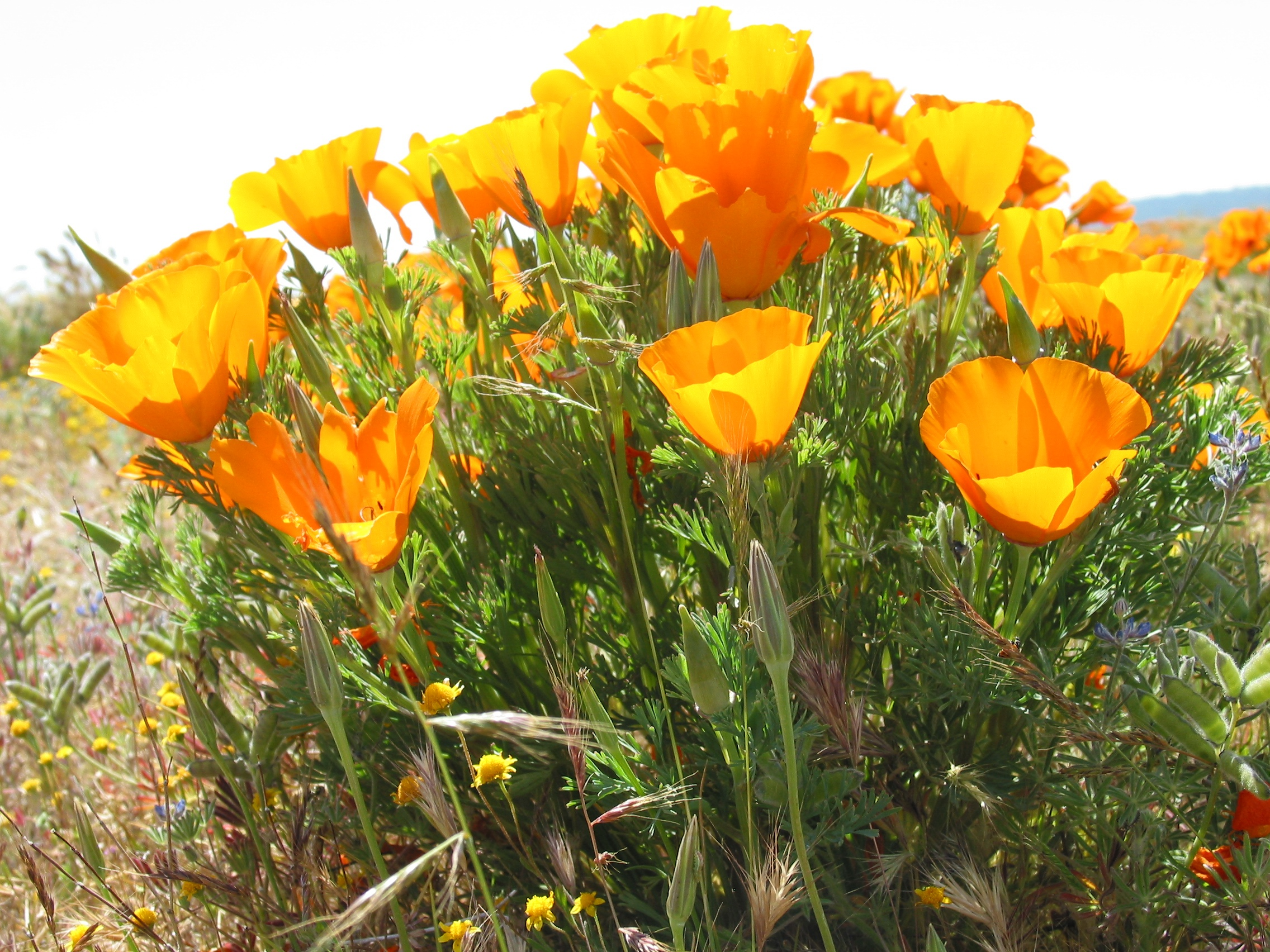
زهور خشخاش كليفورنيا الصفراء

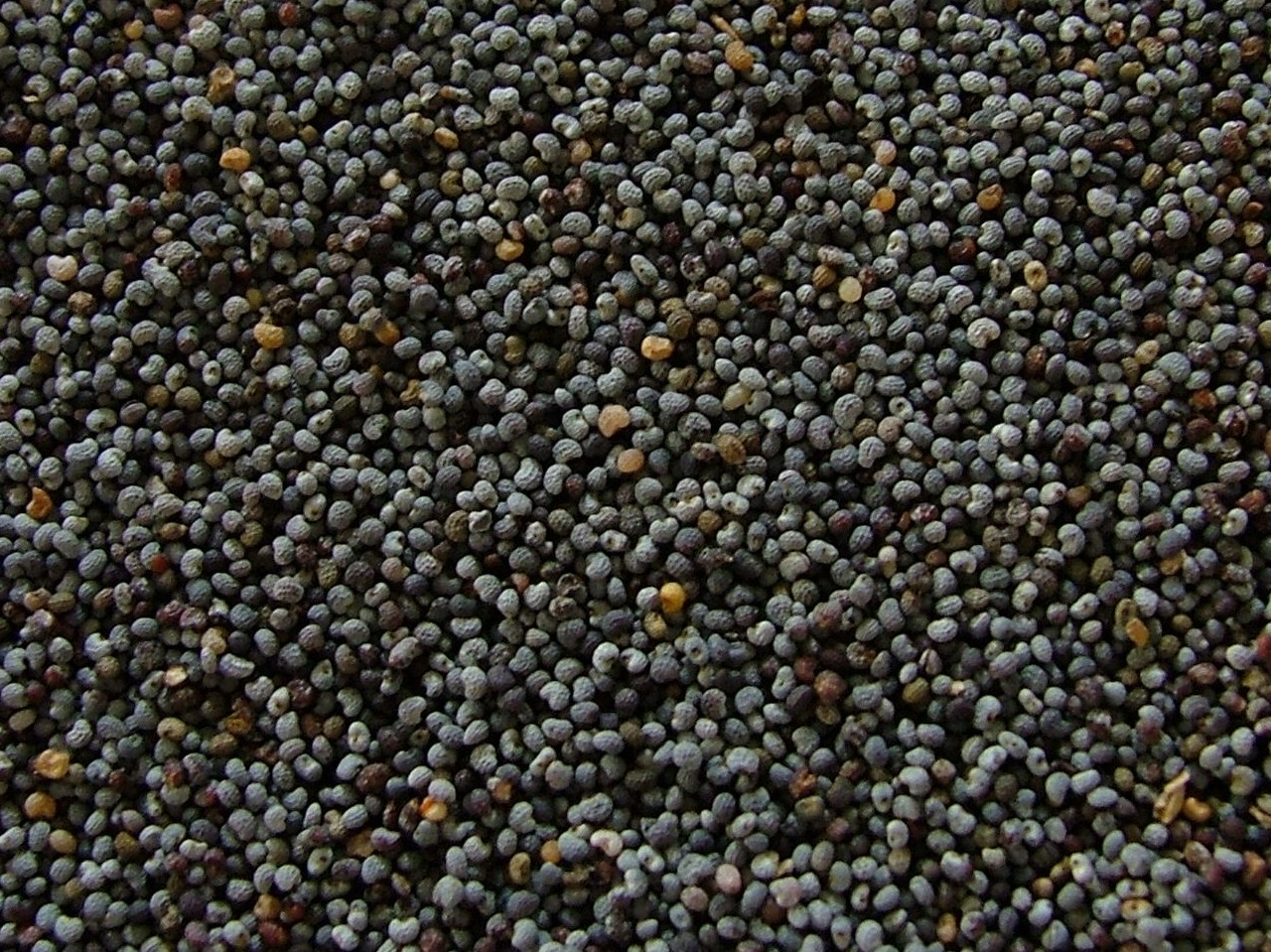
بذور نبتة الخشخاش

وزهرة الخشخاش ذات الوان مختلفة يمكن أن تكون بيضاء أو صفراء أو برتقالية أو حمراء أو زهرية اللون وهي تنمو في المناطق الباردة والوحيدة التي تنمو في أقصى الشمال في غرينلاند خلال فترة الصيف القصيرة للغاية وتزهر لأيام قليلة. للخشخاش أصناف كثيرة، ويستخرج من جوزة نبتة الخشخاش المنوم مادة الأفيون والهيروين والمورفين.

## من أنواعه الواطنة فيالوطن العربي
- الخشخاش الأبجر (باللاتينية: Papaver umbonatum)
- الخشخاش الأرجيموني (باللاتينية: Papaver argemone) في بلاد الشام ومصر والمغرب العربي وقبرص وتركيا ومعظم مناطق أوروبا
- الخشخاش الدوكيني (باللاتينية: Papaver decaisnei) في بلاد الشام ومصر والمغرب العربي
- الخشخاش الرمادي (باللاتينية: Papaver glaucum) في بلاد الشام
- الخشخاش القليل (باللاتينية: Papaver minus) في بلاد الشام
- الخشخاش كبير الفوهات (باللاتينية: Papaver macrostomum) في بلاد الشام
- الخشخاش الكرملي (باللاتينية: Papaver carmeli) في بلاد الشام
- الخشخاش اللبناني (باللاتينية: Papaver libanoticum) في بلاد الشام
- الخشخاش المنثور (باللاتينية: Papaver rhoeas) في بلاد الشام
- الخشخاش المنخفض (باللاتينية: Papaver humile) في بلاد الشام
- الخشخاش المنوم (باللاتينية: Papaver somniferum) في بلاد الشام
- الخشخاش الهجين (باللاتينية: Papaver hybridum) في بلاد الشام

## من أنواعه الأخرى
انظر قائمة أنواع الخشخاش